# Leichtathletik-Weltmeisterschaften 1993/Stabhochsprung der Männer

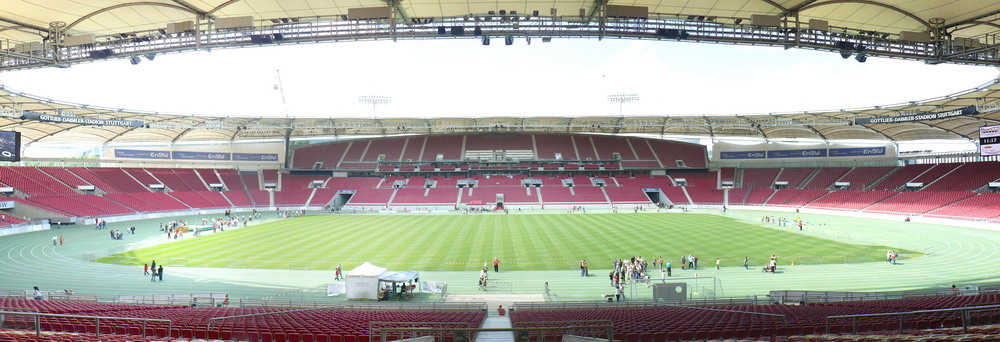
Das Stuttgarter Gottlieb-Daimler-Stadion im Jahr 2007

Der Stabhochsprung der Männer bei den Leichtathletik-Weltmeisterschaften 1993 wurde am 17. und 19. August 1993 im Stuttgarter Gottlieb-Daimler-Stadion ausgetragen.
In diesem Wettbewerb wurde die Bronzemedaille zweimal vergeben, in beiden Fällen an Stabhochspringer aus Russland. Es gewann der Olympiasieger von 1988, Europameister von 1986 und Weltrekordinhaber Serhij Bubka aus der Ukraine, der zum vierten Mal in Folge Weltmeister wurde und damit alle bisherigen WM-Stabhochsprung-Wettbewerbe für sich entschieden hatte. Bis 1991 war er für die Sowjetunion gestartet. Den zweiten Rang belegte der Olympiadritte von 1988 und Vizeeuropameister von 1990 Grigori Jegorow aus Kasachstan. Auch er war wie Bubka bis 1991 Staatsbürger der Sowjetunion. Die beiden Bronzemedaillen gingen an den Olympiasieger von 1992 Maxim Tarassow und den Olympiadritten von 1992 Igor Trandenkow. Beide waren bei ihren Erfolgen im Vorjahr mit dem beginnenden Zerfall der Sowjetunion für das sogenannte Vereinte Team am Start.

## Rekorde

### Bestehende Rekorde
| Weltrekord               | 6,13 m | Serhij Bubka | Tokio, Japan            | 19. September 1992 |
| Weltmeisterschaftsrekord | 5,95 m | Serhij Bubka | WM 1991 in Tokio, Japan | 29. August 1991    |

### Rekordverbesserung
Weltmeister Serhij Bubka, jetzt für die Ukraine am Start, verbesserte seinen eigenen WM-Rekord im Finale am 19. August um fünf Zentimeter auf 6,00 m und übertraf damit als erster die Marke von sechs Metern.
Außerdem stellte der zweitplatzierte Kasache Grigori Jegorow mit 5,90 m einen neuen Asienrekord auf.

## Qualifikation
17. August 1993, 16:40 Uhr
45 Teilnehmer traten in zwei Gruppen zur Qualifikationsrunde an. Die Qualifikationshöhe für den direkten Finaleinzug betrug 5,75 m. Drei Athleten übertrafen diese Marke (hellblau unterlegt). Das Finalfeld wurde mit den nächstplatzierten Sportlern auf die Mindestzahl von zwölf Finalisten aufgefüllt. von denen allerdings einige von vornherein auf ihre Versuche über 5,75 m verzichten konnten, nachdem klar war, dass ihre Teilnahmeberechtigung am Finale bereits gesichert war. Da es vier gleichplatzierte Springer auf dem zehnten Rang gab, qualifizierten sich zehn Sportler über ihre Platzierung (hellgrün unterlegt) und damit insgesamt dreizehn Teilnehmer für das am übernächsten Tag stattfindende Finale.

### Gruppe A

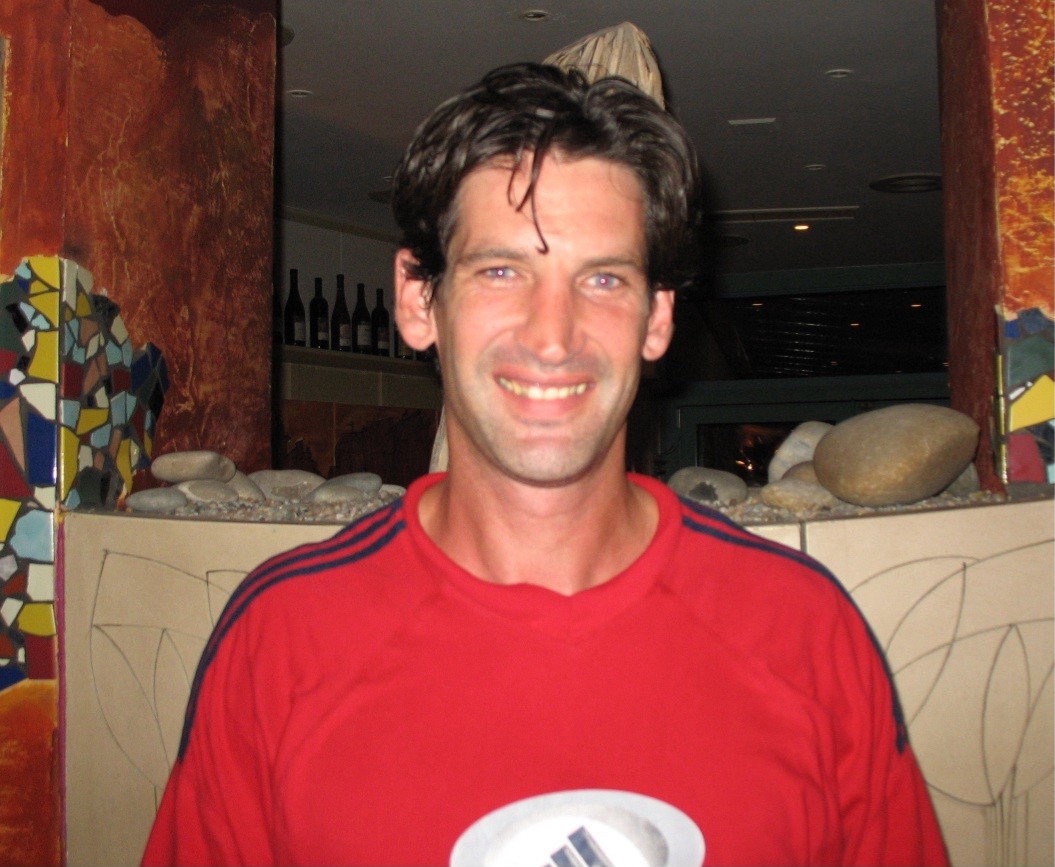
Okkert Brits reichten seine 5,65 m nicht zur Teilnahme am Finale
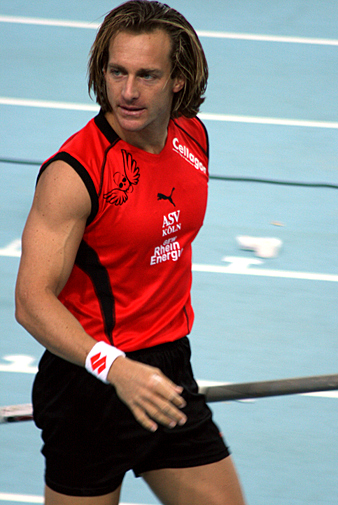
Tim Lobinger scheiterte am Anfang seiner später erfolgreichen Karriere mit 5,35 m in der Qualifikation

| Platz | Name                | Nation      | Resultat (m) |
| 1     | Grigori Jegorow     | Kasachstan  | 5,75         |
| 2     | Denis Petouchinski  | Russland    | 5,75         |
| 3     | Mårten Ulvsbäck     | Schweden    | 5,65         |
| 3     | Serhij Bubka        | Ukraine     | 5,65         |
| 3     | Igor Trandenkow     | Russland    | 5,65         |
| 6     | Mike Holloway       | USA         | 5,65         |
| 7     | Okkert Brits        | Südafrika   | 5,65         |
| 7     | Andrea Pegoraro     | Italien     | 5,65         |
| 9     | Dean Starkey        | USA         | 5,55         |
| 10    | Jani Lehtonen       | Finnland    | 5,55         |
| 11    | Patrik Stenlund     | Schweden    | 5,55         |
| 12    | Javier García       | Spanien     | 5,45         |
| 13    | Paul Benavides      | Mexiko      | 5,45         |
| 13    | Aleksandr Zhukov    | Moldau      | 5,45         |
| 15    | Philippe d’Encausse | Frankreich  | 5,45         |
| 16    | Tim Lobinger        | Deutschland | 5,35         |
| 17    | Gennadiy Sukharev   | Belarus     | 5,35         |
| 18    | Werner Holl         | Deutschland | 5,25         |
| 19    | Toshiyuki Hashioka  | Japan       | 5,25         |
| 20    | Doug Wood           | Kanada      | 5,15         |
| 21    | Raynald Mury        | Schweiz     | 5,15         |
| 22    | Demingo Kapal       | Brunei      | 4,45         |
| NM    | Aleksandr Korchagin | Kasachstan  | ogV          |

### Gruppe B
| Platz | Name              | Nation         | Resultat (m) |
| 1     | Jean Galfione     | Frankreich     | 5,75         |
| 2     | Scott Huffman     | USA            | 5,65         |
| 2     | Valeri Bukrejev   | Estland        | 5,65         |
| 2     | István Bagyula    | Ungarn         | 5,65         |
| 2     | Wassyl Bubka      | Ukraine        | 5,65         |
| 2     | Daniel Martí      | Spanien        | 5,65         |
| 7     | Maxim Tarassow    | Russland       | 5,65         |
| 8     | Peter Widén       | Schweden       | 5,65         |
| 9     | Igor Potapowitsch | Kasachstan     | 5,65         |
| 10    | Martin Amann      | Deutschland    | 5,55         |
| 10    | Danny Krasnov     | Israel         | 5,55         |
| 12    | Gérald Baudouin   | Frankreich     | 5,45         |
| 13    | Simon Arkell      | Australien     | 5,45         |
| 13    | Heikki Vääräniemi | Finnland       | 5,45         |
| 15    | Martin Voss       | Dänemark       | 5,45         |
| 16    | Mike Edwards      | Großbritannien | 5,45         |
| 17    | Delko Lessew      | Bulgarien      | 5,25         |
| 18    | Stávros Tsítouras | Griechenland   | 5,25         |
| 19    | Nuno Fernandes    | Portugal       | 5,25         |
| 19    | Zdeněk Lubenský   | Tschechien     | 5,25         |
| NM    | José Manuel Arcos | Spanien        | ogV          |
| NM    | Petri Peltoniemi  | Finnland       | ogV          |

## Legende
Kurze Übersicht zur Bedeutung der Symbolik – so üblicherweise auch in sonstigen Veröffentlichungen verwendet:
| – | verzichtet   |
| o | übersprungen |
| x | ungültig     |

## Finale
19. August 1993, 17:00 Uhr
| Platz | Name               | Nation     | Resultat (m) | 5,50 m                                  | 5,60 m                                  | 5,70 m                                  | 5,75 m                                  | 5,80 m                                  | 5,85 m                                  | 5,90 m                                  | 5,95 m                                  | 6,00 m                                  | 6,14 m                                  |
| 1     | Serhij Bubka       | Ukraine    | 6,00 CR      | –                                       | –                                       | o                                       | –                                       | –                                       | –                                       | o                                       | –                                       | o                                       | xxx                                     |
| 2     | Grigori Jegorow    | Kasachstan | 5,90 AS      | –                                       | o                                       | –                                       | o                                       | –                                       | o                                       | o                                       | –                                       | xxx                                     |                                         |
| 3     | Maxim Tarassow     | Russland   | 5,80         | –                                       | o                                       | –                                       | –                                       | o                                       | –                                       | xxx                                     |                                         |                                         |                                         |
| 3     | Igor Trandenkow    | Russland   | 5,80         | –                                       | o                                       | –                                       | –                                       | o                                       | –                                       | xx–                                     | x                                       |                                         |                                         |
| 5     | Scott Huffman      | USA        | 5,80         | o                                       | –                                       | xo                                      | –                                       | o                                       | xxx                                     |                                         |                                         |                                         |                                         |
| 6     | Denis Petouchinski | Russland   | 5,80         | –                                       | o                                       | xxo                                     | –                                       | xo                                      | xxx                                     |                                         |                                         |                                         |                                         |
| 7     | Valeri Bukrejev    | Estland    | 5,75         | –                                       | o                                       | –                                       | xo                                      | –                                       | xxx                                     |                                         |                                         |                                         |                                         |
| 8     | Jean Galfione      | Frankreich | 5,70         | –                                       | o                                       | xo                                      | –                                       | xxx                                     |                                         |                                         |                                         |                                         |                                         |
| 9     | Wassyl Bubka       | Ukraine    | 5,70         | Ablauf in den Quellen nicht aufgelistet | Ablauf in den Quellen nicht aufgelistet | Ablauf in den Quellen nicht aufgelistet | Ablauf in den Quellen nicht aufgelistet | Ablauf in den Quellen nicht aufgelistet | Ablauf in den Quellen nicht aufgelistet | Ablauf in den Quellen nicht aufgelistet | Ablauf in den Quellen nicht aufgelistet | Ablauf in den Quellen nicht aufgelistet | Ablauf in den Quellen nicht aufgelistet |
| 10    | István Bagyula     | Ungarn     | 5,70         | Ablauf in den Quellen nicht aufgelistet | Ablauf in den Quellen nicht aufgelistet | Ablauf in den Quellen nicht aufgelistet | Ablauf in den Quellen nicht aufgelistet | Ablauf in den Quellen nicht aufgelistet | Ablauf in den Quellen nicht aufgelistet | Ablauf in den Quellen nicht aufgelistet | Ablauf in den Quellen nicht aufgelistet | Ablauf in den Quellen nicht aufgelistet | Ablauf in den Quellen nicht aufgelistet |
| 11    | Peter Widén        | Schweden   | 5,60         | Ablauf in den Quellen nicht aufgelistet | Ablauf in den Quellen nicht aufgelistet | Ablauf in den Quellen nicht aufgelistet | Ablauf in den Quellen nicht aufgelistet | Ablauf in den Quellen nicht aufgelistet | Ablauf in den Quellen nicht aufgelistet | Ablauf in den Quellen nicht aufgelistet | Ablauf in den Quellen nicht aufgelistet | Ablauf in den Quellen nicht aufgelistet | Ablauf in den Quellen nicht aufgelistet |
| NM    | Mårten Ulvsbäck    | Schweden   | ogV          | Ablauf in den Quellen nicht aufgelistet | Ablauf in den Quellen nicht aufgelistet | Ablauf in den Quellen nicht aufgelistet | Ablauf in den Quellen nicht aufgelistet | Ablauf in den Quellen nicht aufgelistet | Ablauf in den Quellen nicht aufgelistet | Ablauf in den Quellen nicht aufgelistet | Ablauf in den Quellen nicht aufgelistet | Ablauf in den Quellen nicht aufgelistet | Ablauf in den Quellen nicht aufgelistet |
| DNS   | Daniel Martí       | Spanien    |              |                                         |                                         |                                         |                                         |                                         |                                         |                                         |                                         |                                         |                                         |

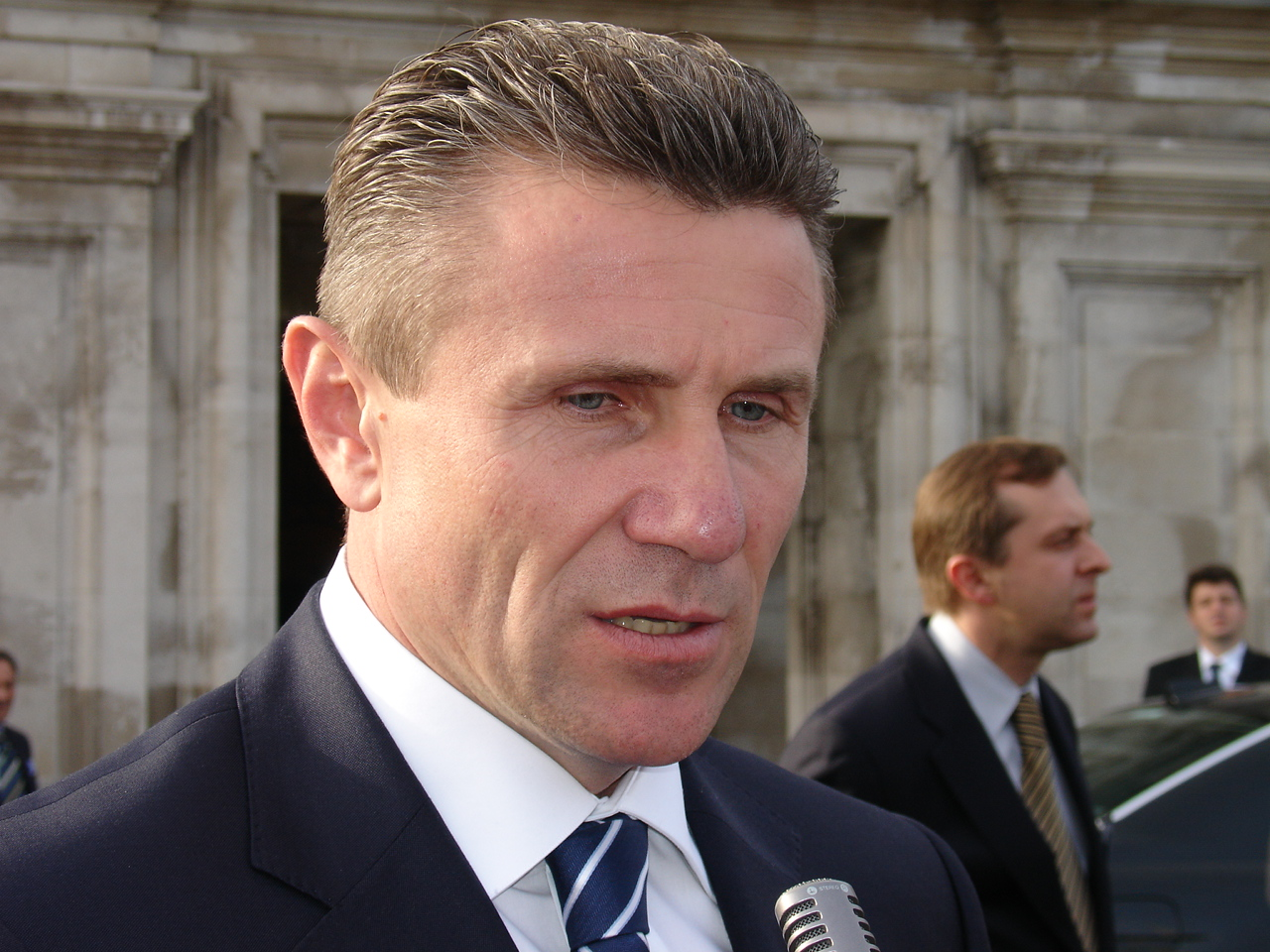
Serhij Bubka, 1988 Olympiasieger, 1986 Europameister und Weltrekordinhaber, wurde zum vierten Mal in Folge Weltmeister
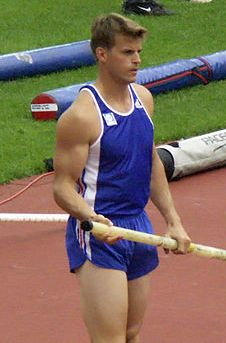
Jean Galfione erreichte hier den achten Platz – in den kommenden Jahren gewann er zweimal Bronze bei Welt- und Europameisterschaften, 1996 wurde er Olympiasieger

## Video
- World's Highest Pole Vault! Sergey Bubka wins gold at the 1993 World Champs, Video veröffentlicht am 19. November 2009 auf youtube.com, abgerufen am 13. Mai 2020